# Selim Karlebo

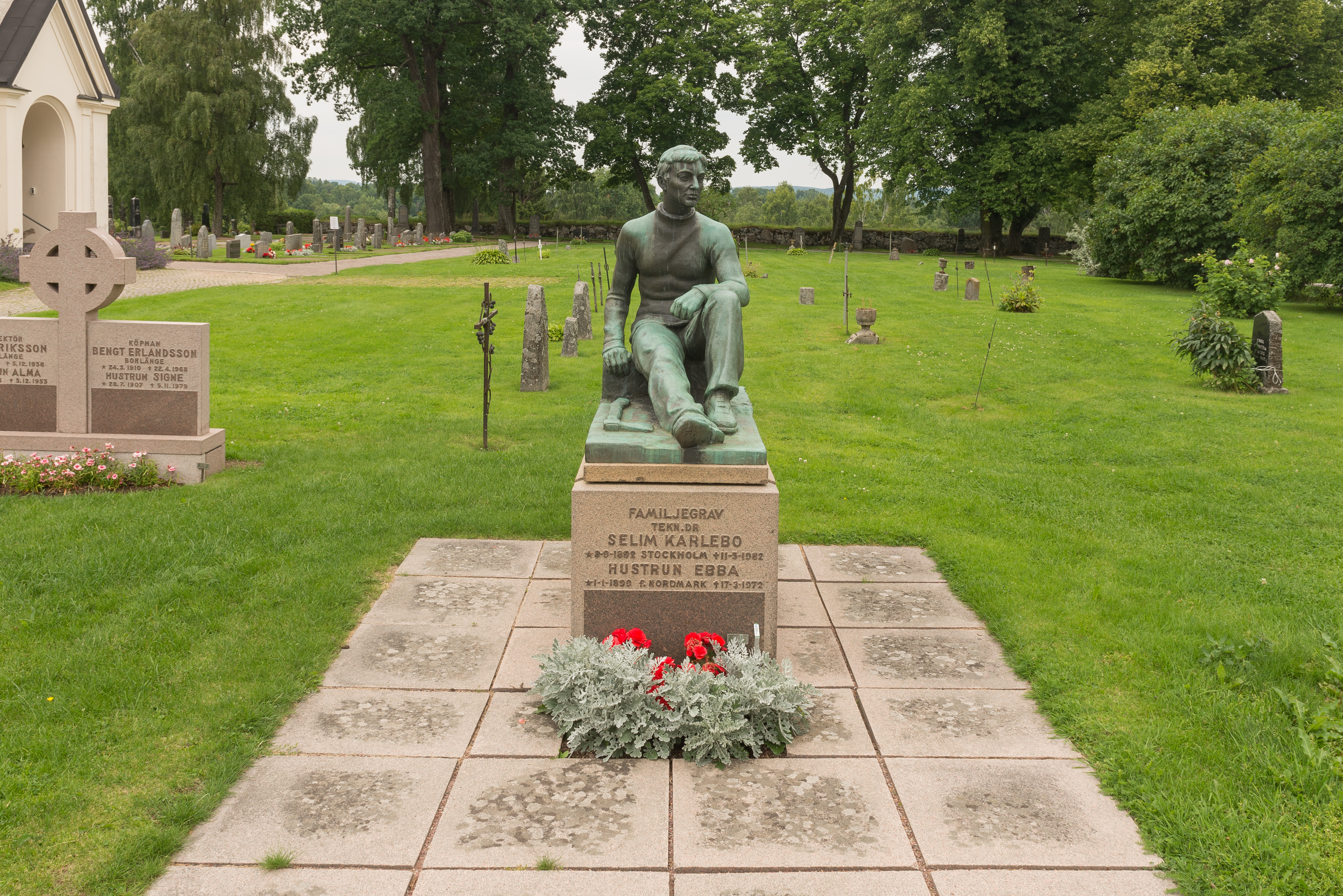
Selim Karlebos grav på Stora Tuna kyrkogård.

Carl Selim Karlebo, född 8 september 1892 i Stora Tuna församling, Kopparbergs län, död 11 maj 1982 i Kungsholms församling, Stockholms län, var en svensk ingenjör och företagare.

## Biografi
Selim Karlebo gick 1911 ut från tekniska gymnasiet i Örebro. Han arbetade som ingenjör vid Husqvarna vapenfabrik 1912–19 och som avdelningschef vid AB Rylander & Asplund 1919–27. Han grundade Maskinaktiebolaget Karlebo i Stockholm i maj 1927. Företaget sålde verktygsmaskiner och verktyg. År 1936 tog Selim Karlebo initiativ till att ge ut Karlebo handbok, som var en verkstadsteknisk handbok avsedd som hjälp för Karlebos kunder inom industrin. Handboken blev mycket populär, och kom att bli det svenskspråkiga standardverket för verkstads- och produktionsteknik. Handboken gavs ut i många upplagor (även efter Selim Karlebos död), och utökades successivt till att även fungera som en lärobok.
År 1961 lämnade Selim Karlebo posten som verkställande direktör och övergick till att vara arbetande styrelseordförande.
År 1977 utsågs Karlebo till teknologie hedersdoktor vid Kungliga Tekniska högskolan.
Hans dotter Ingrid (1930–1995) var bland annat gift med regissören med mera Ingmar Bergman.